# Giovanni Boccaccio (1973)
Giovanni Boccaccio ist ein Dokumentarfilm des DEFA-Studios für Kurzfilme von Uwe Belz aus dem Jahr 1973.

## Handlung
Mit dem Spott aus den Werken Giovanni Boccaccios, versucht Uwe Belz in diesem Film eine Verbindung von der Toscana der Renaissance zur DDR der 1970er Jahre aufzubauen. Es geht um die Liebe, die Millionen Gesichter hat und die jeder anders sieht. Deshalb werden Berliner Bürger auf Straßen und in Betrieben zum Thema Liebe befragt. Die Antworten bieten das ganze Spektrum der Möglichkeiten, doch der größte Teil der Befragten äußert sich positiv darüber. Weiter geht es mit Aufnahmen liebender Paare in einer Warnemünder Diskothek, zu denen Manfred Krug die Novelle von Rinaldo und Philippa aus den Werken Boccaccios zu erzählen beginnt. Während er weitererzählt, werden Aufnahmen von verliebten Paaren und Familien in Rostock beim Stadtbummel, in Warnemünde am FKK-Strand, auf der Mole und bei der Arbeit gezeigt. Diese Geschichte kann man als Beginn der Emanzipation bezeichnen, da am Schluss erreicht wird, dass Männer und Frauen vor dem Gesetz die gleichen Rechte haben. Um das zu unterstreichen, werden mehrere Frauen in Arbeitsprozessen gezeigt.
Boccaccio hat mit seinen Büchern auch immer wieder anregend auf andere Künstler gewirkt. Einer von ihnen ist Werner Klemke, der besonders auf die wunderbare Sprache, auf die einfache sowie natürliche Art des Lebens und das gleichberechtigte, selbstbestimmte Auftreten der Frauen hinweist. Deshalb auch hat er gern die Illustration einer DDR-Ausgabe des Decamerone übernommen. Zu einer weiteren von Manfred Krug erzählten Novelle, werden nun mehrere von dem Künstler für das Buch geschaffene Zeichnungen gezeigt.
Giovanni Boccaccio wurde im Jahr 1313 unehelich, als Kind der Liebe, nach seinen Angaben in Certaldo geboren. Hier lebte er am liebsten und hier starb er auch im Jahr 1375. In dieser Zeit konnte man es nur als Kaufmann oder in der Kirche zu etwas bringen. Zu beiden hatte er keine Lust und Talent, er sah seine Berufung in der Dichtkunst, worin er sich durchsetzte. Florenz, das andere Quellen als Geburtsort angeben, wurde vom jungen Boccaccio für eine Wohnung heiß begehrt und vom älteren, gereiften Künstler verflucht. Hier fand er keine Möglichkeiten, seine Ideale von Menschen in der Wirklichkeit wiederzufinden. Für ein Schreiben über diese Stadt, wollte er keine Tinte verschwenden. Er war zwar kein Heiliger und kein politischer Revolutionär, aber Wegbereiter eines neuen fortschrittlichen Menschen. Er wollte keine Abschaffung des Adels, sondern seine humanistische Veränderung. Sein Streben war eine neue Elite aus Bürgertum und Adel mit Gebildeten im Geist und im Herzen.
Die Altstadt Certaldos hat sich nicht merklich verändert. In der Kirche seiner Stadt wurde Boccaccio beigesetzt, als er im Alter von 62 Jahren starb. Das Haus des Dichters, das im Zweiten Weltkrieg völlig zerstört wurde, hat die kommunistische Stadtverwaltung als nationales Denkmal wieder hergestellt. Die Bibliothek von Certaldo erwirbt und sammelt jede Ausgabe des Decamerone, egal wo in der Welt sie auch erscheint. Dazu gehört auch die erste Ausgabe in deutscher Sprache aus dem Jahr 1472. Der Palazzo Pretorio in Certaldo beherbergt im Inneren eine besondere Einmaligkeit, hier sind Arbeiten Bildender Künstler aus aller Welt zum Werk Giovanni Boccaccios ausgestellt, die sie der Stadt geschenkt haben. Auch Werke von Werner Klemke sind darunter zu finden.

## Produktion
Giovanni Boccaccio wurde von der Künstlerischen Arbeitsgruppe Profil des DEFA-Studios für Kurzfilme auf ORWO-Color gedreht. Die Verantwortung für die Dramaturgie hatte Reinhard Kettner, für die Grafik sorgte Werner Klemke. Die Premiere fand am 27. Juli 1973. statt.